# 4,5"/45 QF Mark I, III, IV
4,5"/45 QF Mark I, III, IV са варианти на британското универсално оръдие с калибър 114 mm, използвано в Кралския флот на Великобритания по време на Втората световна война. На въоръжение при линейните кораби от типа „Куин Елизабет“, линейният крайцер „Ринаун“, самолетоносачите от типовете „Илъстриъс“ и „Имплакабъл“. След Втората световна война с тези оръдия носят самолетоносачите „Арк Роял“ и „Игъл“, а също разрушителите от типовете Z, Ca, Ch, Co, Cr и „Батъл“. Разработвано е, преди всичко, като зенитно оръдие, в това си качество се оказва сравнително ефективно.
На основата на това оръдие впоследствие е разработено универсалното оръдие 4.5"/45 QF Mark V.